# Liste von Foltermuseen
Ein Foltermuseum setzt sich mit der Geschichte und Methodik von Folter ein. Dazu zählt die Ausstellung von Folterinstrumenten (zur Befragung und Bestrafung, Strafen in Form von Ehrenstrafen und Leibesstrafen bis hin zur Hinrichtung) und Folteranleitungen sowie die Darstellung des historischen Kontexts.

## Liste
| Name                                                      | Ort                         | Land                   | Bemerkungen                        | Bild       |
| --------------------------------------------------------- | --------------------------- | ---------------------- | ---------------------------------- | ---------- |
| Foltermuseum Oude Steen                                   | Brügge                      | Belgien                | [ 1 ]                              |            |
| Foltermuseum auf der Burg zu Burghausen                   | Burghausen                  | Deutschland            | [ 2 ]                              |            |
| Mittelalterliches Foltermuseum Freiburg                   | Freiburg im Breisgau        | Deutschland            | Das Museum wurde 2006 geschlossen. | Hexenwaage |
| Mittelalterliche Lochgefängnisse                          | Nürnberg                    | Deutschland            | [ 3 ]                              |            |
| Henkerhaus Nürnberg                                       | Nürnberg                    | Deutschland            | [ 4 ]                              |            |
| Mittelalterliches Foltermuseum                            | Passau                      | Deutschland            | [ 5 ]                              |            |
| Mittelalterliches Kriminalmuseum Rothenburg ob der Tauber | Rothenburg ob der Tauber    | Deutschland            | [ 6 ]                              |            |
| Museo della Tortura e di Criminologia Medievale           | San Gimignano               | Italien                | [ 7 ]                              |            |
| Museo della Tortura di Siena                              | Siena                       | Italien                |                                    |            |
| Torture Museum Amsterdam                                  | Amsterdam                   | Niederlande            | [ 8 ]                              |            |
| Foltermuseum auf Burg Sommeregg                           | Seeboden am Millstätter See | Österreich             | [ 9 ]                              |            |
| Museum für mittelalterliche Rechtsgeschichte              | Wien                        | Österreich             |                                    |            |
| Foltermuseum San Marino                                   | Stadt San Marino            | San Marino             |                                    |            |
| Stockturm                                                 | Gdańsk                      | Polen                  |                                    |            |
| Museum of Medieval Torture Instruments                    | Prag                        | Tschechien             |                                    |            |
| Torture at the Tower exhibition                           | London                      | Vereinigtes Königreich | [ 10 ]                             |            |